# HD 57821
HD 57821，又名BD-18 1806，SAO 152776、HR 2812，是一颗恒星，视星等为4.96，位于銀經233.29，銀緯-2.06，其B1900.0坐标为赤經7h 17m 49.2s，赤緯-18° -2.06′ 33″。